# 別廖湖
別廖湖是俄羅斯的湖泊，位於哈卡斯共和國北部，距離克拉斯諾亞爾斯克320公里、希拉湖8公里，面積75公里，是該區最大型的淡水湖，湖岸線60公里，最大深度45米。
54°40′N 90°10′E / 54.667°N 90.167°E